# Николаев, Илья Евгеньевич
Илья́ Евге́ньевич Никола́ев (26 июня 2001, Ярославль, Россия) — российский хоккеист, нападающий клуба КХЛ «Локомотив». Обладатель Кубка Гагарина 2025 года. 

## Биография
Воспитанник ярославской школы хоккея. За время игры в молодежной команде Локо успел стать обладателем Кубка Харламова 2019. На драфте НХЛ 2019 был выбран в 3-м раунде под общим 88-м номером канадским клубом «Калгари Флеймз». 
В 2019 году с юниорской сборной России стал серебряным призером Юниорского Чемпионата Мира и бронзовым призером Кубка Глинки / Грецки. 
Начиная с 2021 года провел 3 сезона в различных североамериканских лигах (AHL, ECHL, USHL). Однако за это время так и не дебютировал в НХЛ. 
В декабре 2024 года вернулся в ярославский «Локомотив», заключив пробный контракт. Дебют за основную команду состоялся 20 февраля 2025 года в домашнем матче против «Куньлунь Ред Стар», в котором Илья отметился заброшенной шайбой. Контракт с Локомотивом был продлен до окончания сезона 2026-2027. 
21 мая 2025 года в составе Локомотива стал обладателем Кубка Гагарина.

## Достижения

### Командные (на клубном уровне)
| Год  | Команда   | Достижение                 |   |
| ---- | --------- | -------------------------- | - |
| 2019 | Локо      | Обладатель Кубка Харламова | 1 |
| 2025 | Локомотив | Обладатель Кубка Гагарина  | 1 |

### Командные (на уровне сборных)
| Год  | Команда                  | Достижение                             |   |
| ---- | ------------------------ | -------------------------------------- | - |
| 2019 | Юниорская Сборная России | Серебряный призер ЮЧМ-2019             | 2 |
| 2019 | Юниорская Сборная России | Бронзовый призер Кубка Глинки / Греции | 3 |

### Личные
| Год  | Достижение               |
| ---- | ------------------------ |
| 2020 | Участник матча звезд МХЛ |